# 免渡河站
免渡河站，位于中华人民共和国内蒙古自治区呼伦贝尔市牙克石市免渡河镇，是滨洲铁路上的火车站。车站由哈尔滨铁路局管辖，除客货运业务外还办理列车编解的中转作业，包括满洲里、三间房和伊图里河三个方向。
车站在建站初期设有5条股道，1958年增加至10条，1962年又增加至12条。在滨洲铁路复线化过程中，铁路部门新建西调车场，车站股道数目增加至18条。站内设有通往免渡河林业局的专用线。

## 車站周邊
- 免渡河汽车站
- 免渡河林业局职工医院
- 农村商业银行免渡河信用社
- 免渡河地税局
- 农村商业银行牙克石市第十一储蓄所
- 免渡河中心卫生院
- 中国邮政储蓄银行免渡河邮政储蓄所